# Фюрстенау (Граубюнден)
Фюрстенау (нем. Fürstenau GR) — коммуна в Швейцарии, в кантоне Граубюнден. 
Входит в состав округа Хинтеррайн. Население составляет 336 человек (на 31 декабря 2006 года). Официальный код  —  3633.

## Фотографии

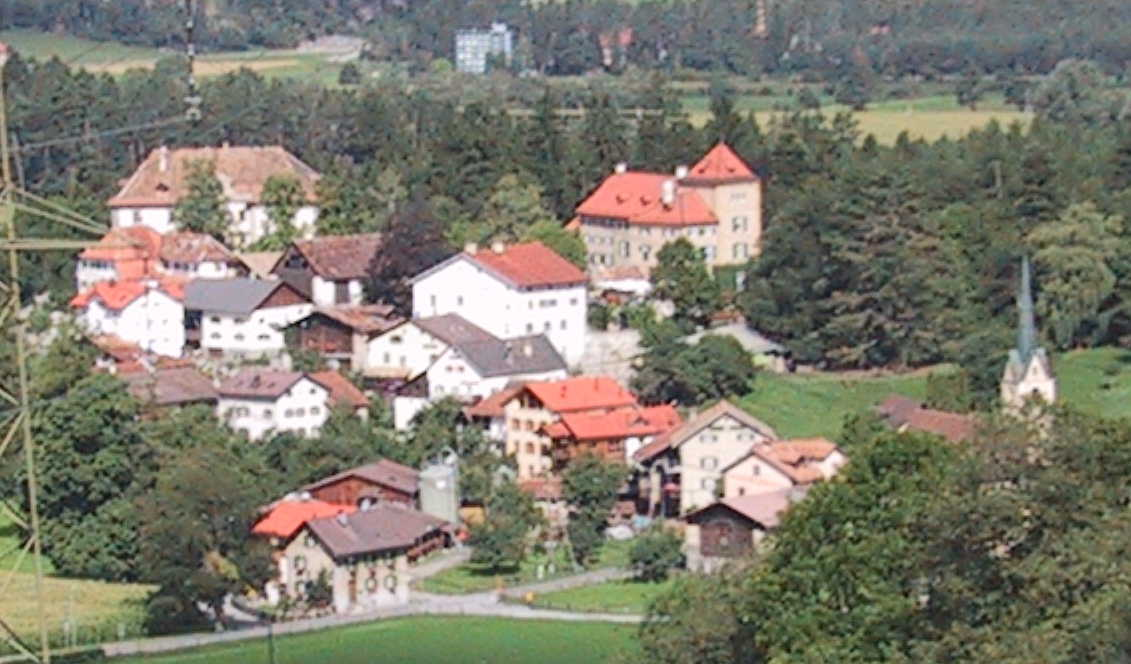
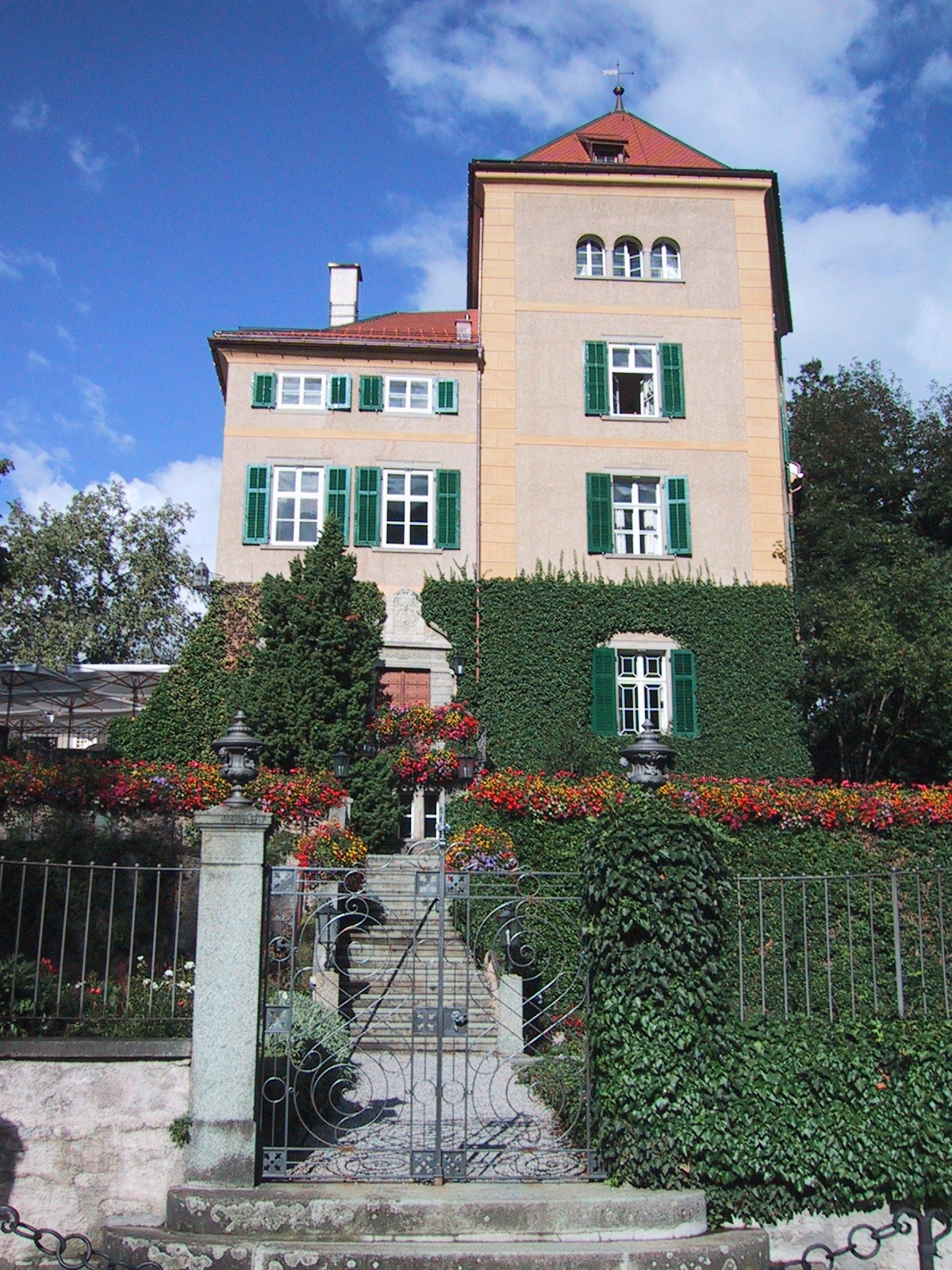
Замок
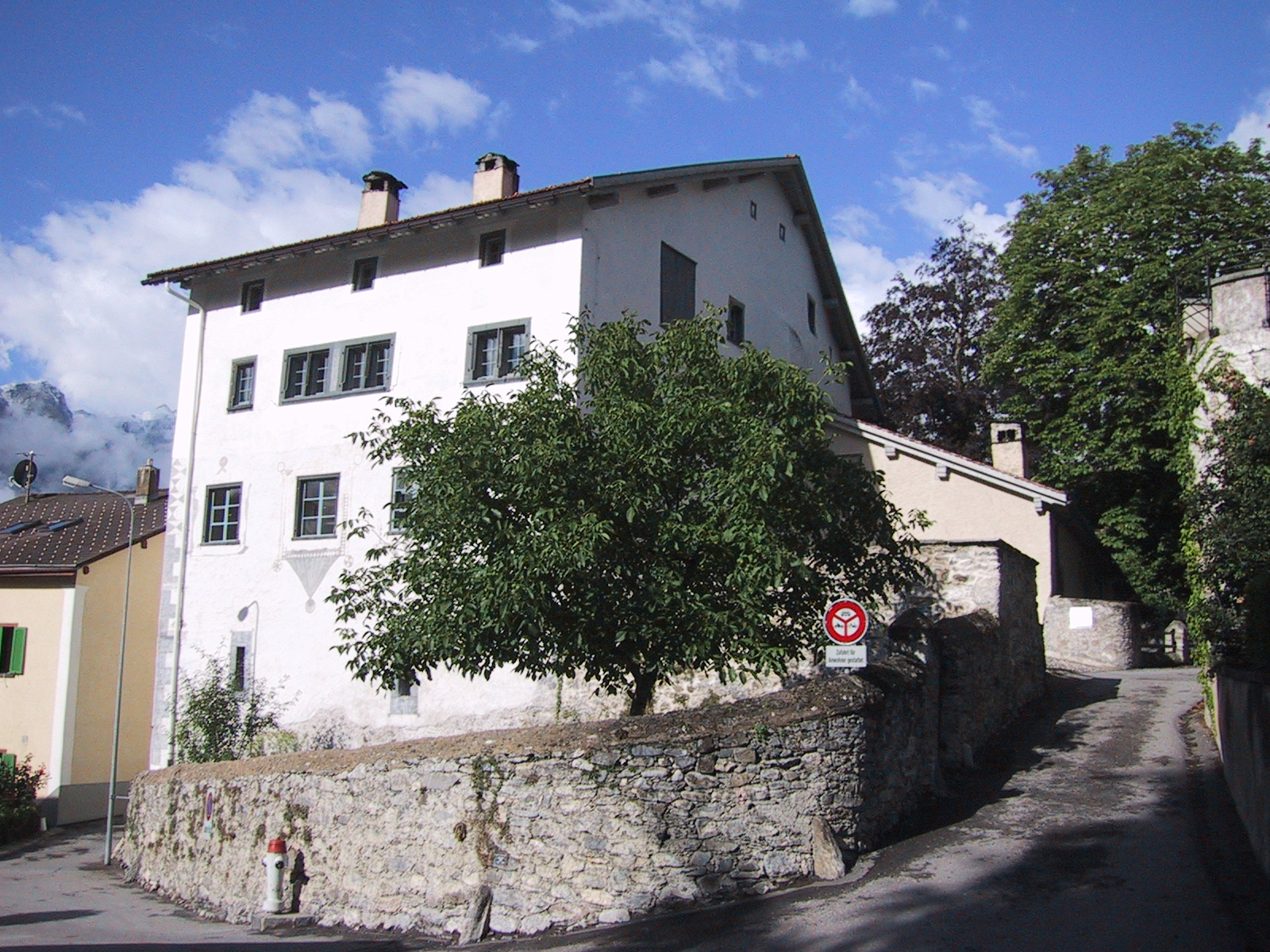